# Penicillium dierckxii
Penicillium dierckxii är en svampart som beskrevs av Biourge 1923. Penicillium dierckxii ingår i släktet Penicillium och familjen Trichocomaceae.   Inga underarter finns listade i Catalogue of Life.